# Czekelius von Rosenfeld

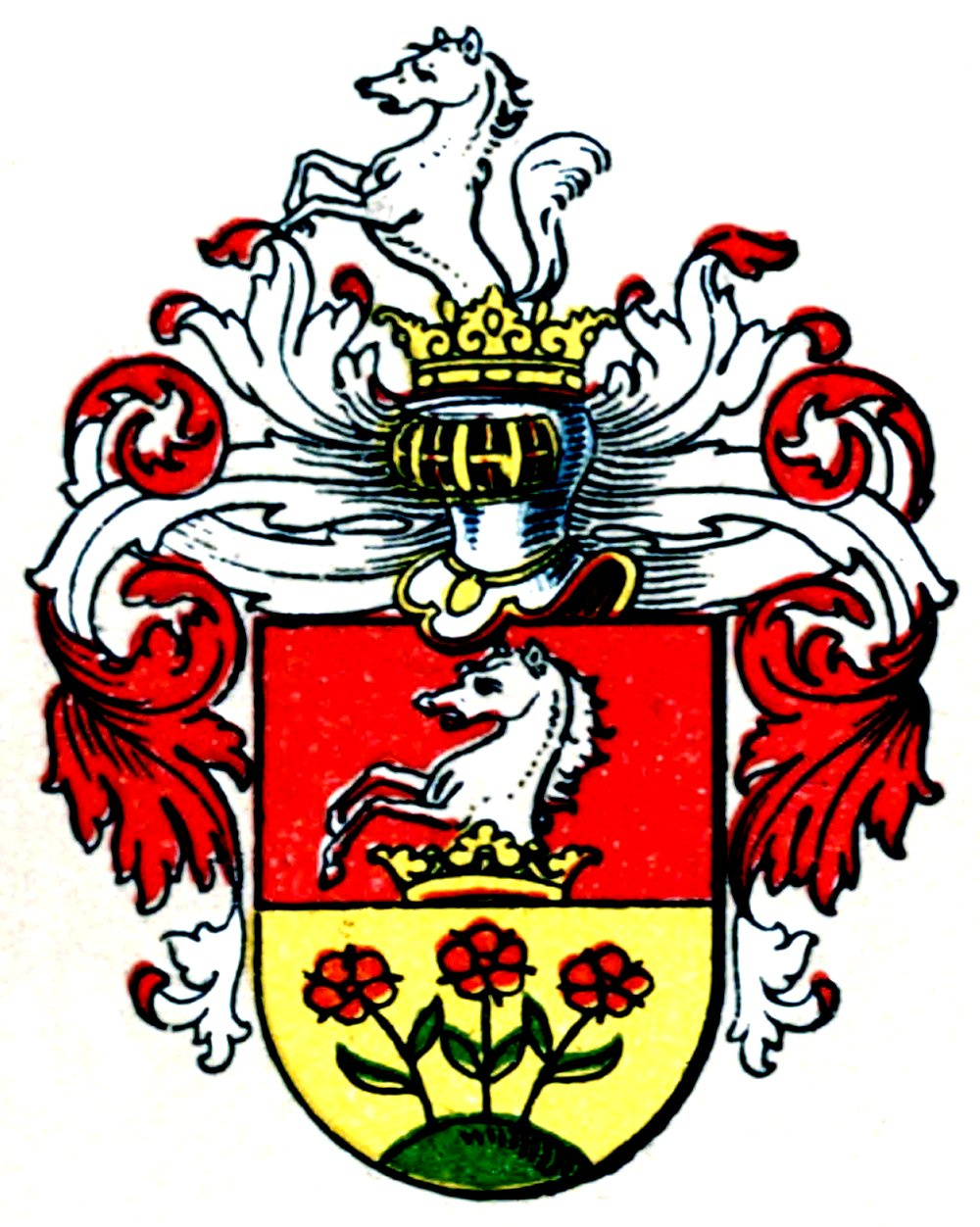
Stammwappen derer Czekelius von Rosenfeld

Czekelius von Rosenfeld (auch Czekelius, Zekelius, Czekel oder Zekel, verkürzt auch von Rosenfeld) ist ein Adelsgeschlecht aus Siebenbürgen. 

## Herkunft

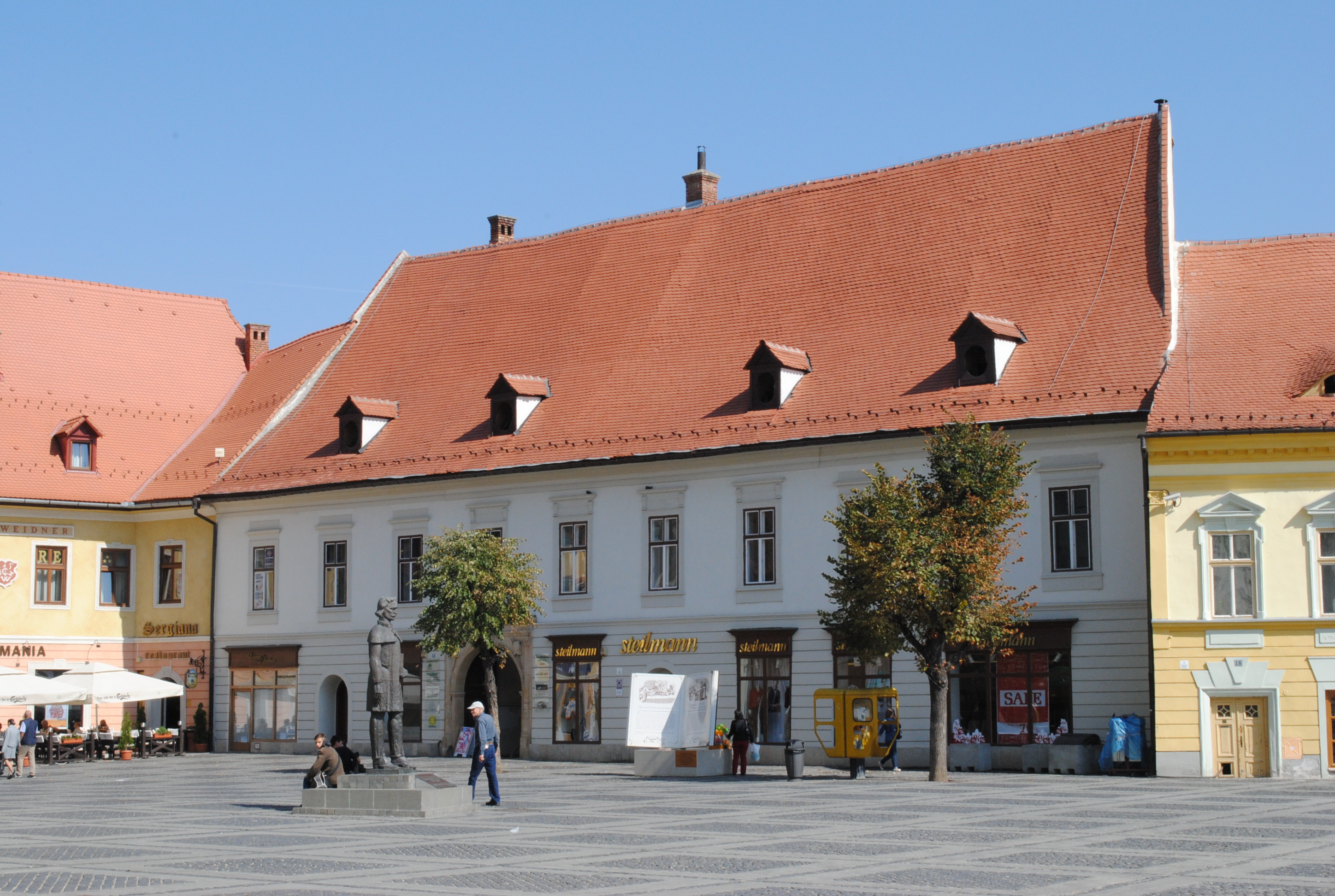
Weidner-Reussner-Czekelius-Haus in Hermannstadt

Bereits Mitte des 15. Jahrhunderts ist das Geschlecht mit zwei Personen namens Johannes Zekel belegt. Der Peter Zekel de Cibinio aus Hermannstadt, ein Magister, war 1482 Procurator der ungarischen Nation an der Universität Wien und ist ebenso Spross dieses Geschlechts. Weiter traten Michael Zekel, von 1462 bis 1469 als Hermannstädter Graf, Johannes Zekel mit einer Fehde 1531 sowie die Brüder Johann und Lucas Zekel als Anhänger des Kaisers Ferdinand I. in Erscheinung, wobei sich Lucas Zekel als Militär in Ungarn verdient gemacht hat.
Vom 16. bis 18. Jahrhundert war die Familie in Mediasch ansässig. Dort gehörte die Familie dem Patriziat an und hatte hohe Gemeindeämter inne. In dieser Zeit wurde Franz Zekel für seine Kaisertreue durch Ferdinand I. im Jahre 1552 mit den Gütern Sorosthély und Csanád ausgezeichnet. Ein Anton Zekel diente den Kaisern Ferdinand I., Maximilian II. sowie Rudolf II. als General. Er ist der Spitzenahn der Stammliste unten.
In Hermannstadt besaßen sie das sogenannte Weidner-Reussner-Czekelius-Haus am Großen Ring.

## Standeserhebungen
Michael Zekelius (1680–1770) wurde mit Diplom vom 3. November 1722 von Kaiser Karl VI. der Adel für Österreich und Ungarn und die übrigen Erbländer mit dem Prädikat von Rosenfeld verliehen. Am 4. November 1794 wurde Andreas Czekelius von Rosenfeld (1741–1808) durch Kaiser Franz II. zum Freiherr Czekelius von Rosenfeld erhoben. Mit seinem Sohn Andreas Freiherr von Rosenfeld (1784–1823) erlosch diese ältere freiherrliche Linie bereits wieder. Nachdem Karl Ludwig Freiherr Czekelius von Rosenfeld (1804–1869) am 28. Juli 1865 das Komturkreuz des österreichisch-kaiserlichen Leopold-Ordens erhielt, wurde ihm mit Entschließung vom 23. September 1865 der durch den Orden zustehende kaiserliche Freiherrenstand durch Kaiser Franz Joseph I. übertragen. Die adeligen Linien Czekelius von Rosenfeld starben mit Carl Friedrich Adolf Czekelius v. Rosenfeld, k. k. Major († 18. Juni 1869 in Wien) im Mannesstamm aus.

## Wappen

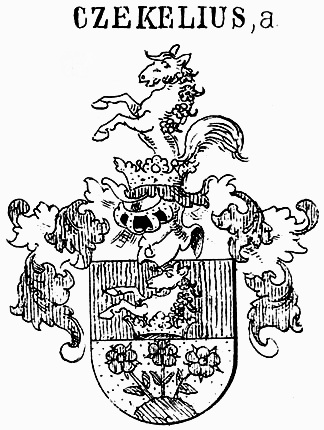
Stammwappen derer Czekelius von Rosenfeld

Stammwappen des Geschlechtes Czekelius von Rosenfeld nach Siebmacher: Geteilt; oben in Rot aus goldener Blätterkrone wachsend ein weißes Ross (mit vier in die Mähne eingeflochtenen golden besamten roten Rosen); unten in Gold auf grünem Hügel drei golden besamte, grün bestengelte, grün beblätterte rote Rosen. – Kleinod: Das Ross, wachsend. – Decken: rot-silber

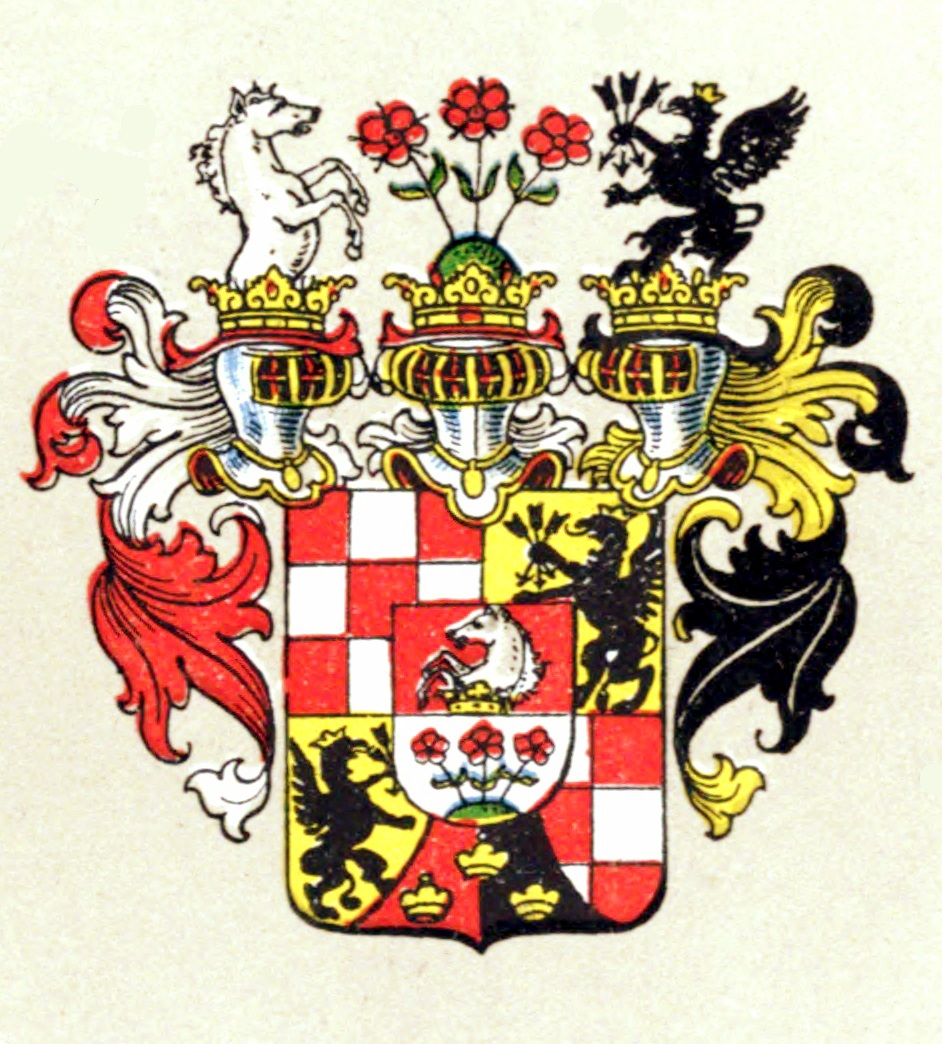
Freiherrliches Wappen derer Czekelius von Rosenfeld

Freiherrliches Wappen der Czekelius von Rosenfeld nach Siebmacher und Wurzbach: Geviert mit dem Stammwappen als Herzschild und mit einer zwischen dem dritten und vierten Feld eingeschoben von Rot und Schwarz gespaltenen Spitze, darin drei (1, 2) goldene Kaiserkronen; dann erstes und viertes Feld von Rot und Silber neunmal geschacht; zweites und drittes Feld in Gold ein einwärts gekehrter, gekrönter schwarzer Greif, in den erhobenen Rechten drei gekreuzte, rote geflitschte, hölzerne Pfeile mit silberner Spitze haltend. – Drei Helme: I. Das Ross linksgekehrt, wachsend. – Decken: rot-silber. II. Die drei Rosen sammt grünem Hügel. – Decken: schwarz-gold III. Der schwarze Greif mit den Pfeilen. – Decken: schwarz gold. – Schildhalter: Je ein vorrwärtsgekehrter, geharnischter Mann, mit umgürtetem Schwerte sammt goldenem Kreuzesgriffe und Eisenhelm mit roten Straußenfedern, in der erhobenen äußeren Hand eine schwarze Turnierlanze haltend, mit goldenem Knopfe und roter Quaste unter silberner Spitze. – Wahlspruch: "Fidem genusque servabo."

## Stammliste
1. Anton Zekel, kaiserlicher General[9]
  1. ?
    1. Jacob Zekel, Bürger in Mediasch[17]
      1. Michael Zekelius (* 1619), Königsrichter[18]
        1. Andreas Zekelius (* 1654), Königsrichter und ständischer Bevollmächtigter bei Kaiser Leopold I.[19]
          1. Michael Zekelius von Rosenfeld (1680–1770), siebenbürgischer geheimer Gubernialrat, wurde von Kaiserin Maria Theresia mit einer goldenen Gnadenkette und mit Diplom vom 23. November 1762 mit dem Landeshofamt eines Vizeobersthofmeisters von Siebenbürgen ausgezeichnet[11]
            1. Michael Gottfried Czekelius von Rosenfeld (1708–1786), siebenbürgisch-österreichischer General
            2. Johann Zekelius von Rosenfeld (1713–1789) geheimer Gubernialrat und Vizeoberstlandtruchseß von Siebenbürgen sowie Provinzial-Bürgermeister der sächsischen Nation[20]
              1. Andreas Freiherr Czekelius von Rosenfeld (1741–1808), geheimer Rat, Hofrat der siebenbürgischen Hofkanzlei und Oberlandeskommissär in Siebenbürgen[12]
                1. Andreas Freiherr von Rosenfeld (1784–1823), siebenbürgischer Thesaurariatssekretär[13]

              2. Johann Friedrich Czekelius von Rosenfeld (1739–1809), Gubernialrat und Bürgermeister von Hermannstadt
                1. Maria Elisabeth Czekelius von Rosenfeld ⚭ Michael Fronius
                2. Johann Michael Czekelius von Rosenfeld (auch Johann Michael von Rosenfeld; 1776–1837), Thesaurariatsrat und Direktor des siebenbürgischen Bergwesens[21]
                  1. Karl Ludwig Freiherr Czekelius von Rosenfeld (1804–1869), siebenbürgisch-österreichischer Staatsmann ⚭ Caroline Gräfin von Gatterburg
                    1. Joseph Freiherr Czekelius von Rosenfeld[22]
                    2. Karolina Freiin Czekelius von Rosenfeld[22]
                    3. Bertha Freiin Czekelius von Rosenfeld (1846–1908), Komponistin ⚭ 1865 Hermann Freiherr von Brukenthal († 1872)

                3. Georg Andreas Czekelius von Rosenfeld[22]
                4. Martin Czekelius von Rosenfeld[22]
                5. Sophie Czekelius von Rosenfeld, Schriftstellerin ⚭ N.N. Barth[23]

              3. Michael Gottfried Czekelius von Rosenfeld[22]